# Forbestown
Forbestown – jednostka osadnicza w Stanach Zjednoczonych, w stanie Kalifornia, w hrabstwie Butte.